# Abádszalók megállóhely
Abádszalók megállóhely egy Jász-Nagykun-Szolnok vármegyei vasúti megálló-rakodóhely Abádszalók településen, a MÁV üzemeltetésében. A település lakott területétől viszonylag távol, 4-5 kilométerre nyugatra helyezkedik el, a 3216-os út vasúti keresztezésétől nem messze, annak északi oldalán; közúti elérését a 32 322-es számú mellékút biztosítja

## Vasútvonalak
A megállóhelyet az alábbi vasútvonalak érintik:
- Kál-Kápolna–Kisújszállás-vasútvonal

## Kapcsolódó állomások
A megállóhelyhez az alábbi állomások vannak a legközelebb:
- Kisköre-Tiszahíd megállóhely (Kál-Kápolna–Kisújszállás-vasútvonal)
- Kunhegyes vasútállomás (Kál-Kápolna–Kisújszállás-vasútvonal)

## Forgalom
| Járat        | Útvonal | Gyakoriság   |
| ------------ | --- | ------------ |
| személyvonat | Kál-Kápolna – Erdőtelek – Heves – Hevesvezekény – Tarnaszentmiklós – Kisköre – Kisköre-Tiszahíd – Abádszalók – Kunhegyes (– Előhát) – Kenderes – Kisújszállás | 2-5 óránként |